# Franz Birkfellner
Franz Birkfellner (ur. 20 listopada 1976) – austriacki judoka. Olimpijczyk z Sydney 2000, gdzie odpadł w eliminacjach w kategorii 100 kg. Siódmy na mistrzostwach świata w 2007. Brązowy medalista mistrzostw Europy w 2000. Trzeci na mistrzostwach świata wojskowych w 2002 i 2004. Zdobył trzynaście medali na mistrzostwach kraju; złoty w 1998, 2000, 2002, 2004 i w latach 2006-2010.
- Turniej w Sydney 2000

Wygrał z José Augusto Geraldino z Dominikany a przegrał w 1/8 z Ato Handem z USA i odpadł z turnieju.